# Н-5
„Сикорски Н-5“ „Водно конче“ (на английски: Sikorsky H-5 „Dragonfly“, R-5 след 1948 година, също S-48 и S-51), е хеликоптер от САЩ.
Създаден е от конструкторското бюро „Сикорски“, през 1943 г. Проектът е разработен под личното ръководство на Игор Сикорски.
Използва се от Военновъздушните сили на САЩ, основно за спасителни мисии, както и от Пощенската служба на САЩ.
Произведени са около 300 броя.